# Hijiri Oda
Pour les articles homonymes, voir Oda.
Hijiri Oda, né le 23 novembre 1998, est un coureur cycliste japonais. Il participe à des compétitions sur route, en VTT et en cyclo-cross.

## Palmarès en cyclo-cross
- 2015-2016
  -  Champion du Japon de cyclo-cross juniors
- 2016-2017
  - 2e du championnat du Japon de cyclo-cross espoirs
- 2017-2018
  -  Champion du Japon de cyclo-cross espoirs
- 2018-2019
  - Ibaraki Cyclo-cross Toride Stage, Nakauchi
- 2019-2020
  -  Champion du Japon de cyclo-cross espoirs
  - Sagae Round Tohoku CX Series, Sagae
  - Yowamushi-Pedal Makuhari Cross p/b Champion System, Chiba
- 2020-2021
  - KANSAI Cyclo Cross Makino Round, Takashima
  - 2e du championnat du Japon de cyclo-cross
- 2021-2022
  - Rapha Supercross Nobeyama, Nobeyama
  - Kansai Cyclo Cross Biwako Grand Prix, Kusatsu
  - 2e du championnat du Japon de cyclo-cross
- 2022-2023
  -  Champion du Japon de cyclo-cross
  - Rapha Supercross Nobeyama, Nobeyama
  - Kansai Cyclo Cross Biwako Grand Prix, Kusatsu
  - Utsunomiya Cyclo Cross Day 1, Utsunomiya
  - Utsunomiya Cyclo Cross Day 2, Utsunomiya
- 2023-2024
  -  Champion du Japon de cyclo-cross
  - Supercross Nobeyama, Nobeyama
  - Kansai Cyclo-Cross Biwako Grand Prix, Shiga
- 2024-2025
  -  Champion du Japon de cyclo-cross

## Palmarès en VTT

### Championnats du Japon
- 2016
  - 2e du championnat du Japon de cross-country juniors

## Classements mondiaux
| Année                                 | 2019  | 2020 | 2021 | 2022 | 2023  | 2024  |
| ------------------------------------- | ----- | ---- | ---- | ---- | ----- | ----- |
| Classement mondial                    | 2494e | nc   | nc   | nc   | 3242e | 2481e |
| UCI Asia Tour                         | 244e  | nc   | nc   | nc   | nc    | nc    |
|                                       |       |      |      |      |       |       |
| Légende : nc = non classéSource : UCI |       |      |      |      |       |       |